# Großes Kantō-Erdbeben 1923

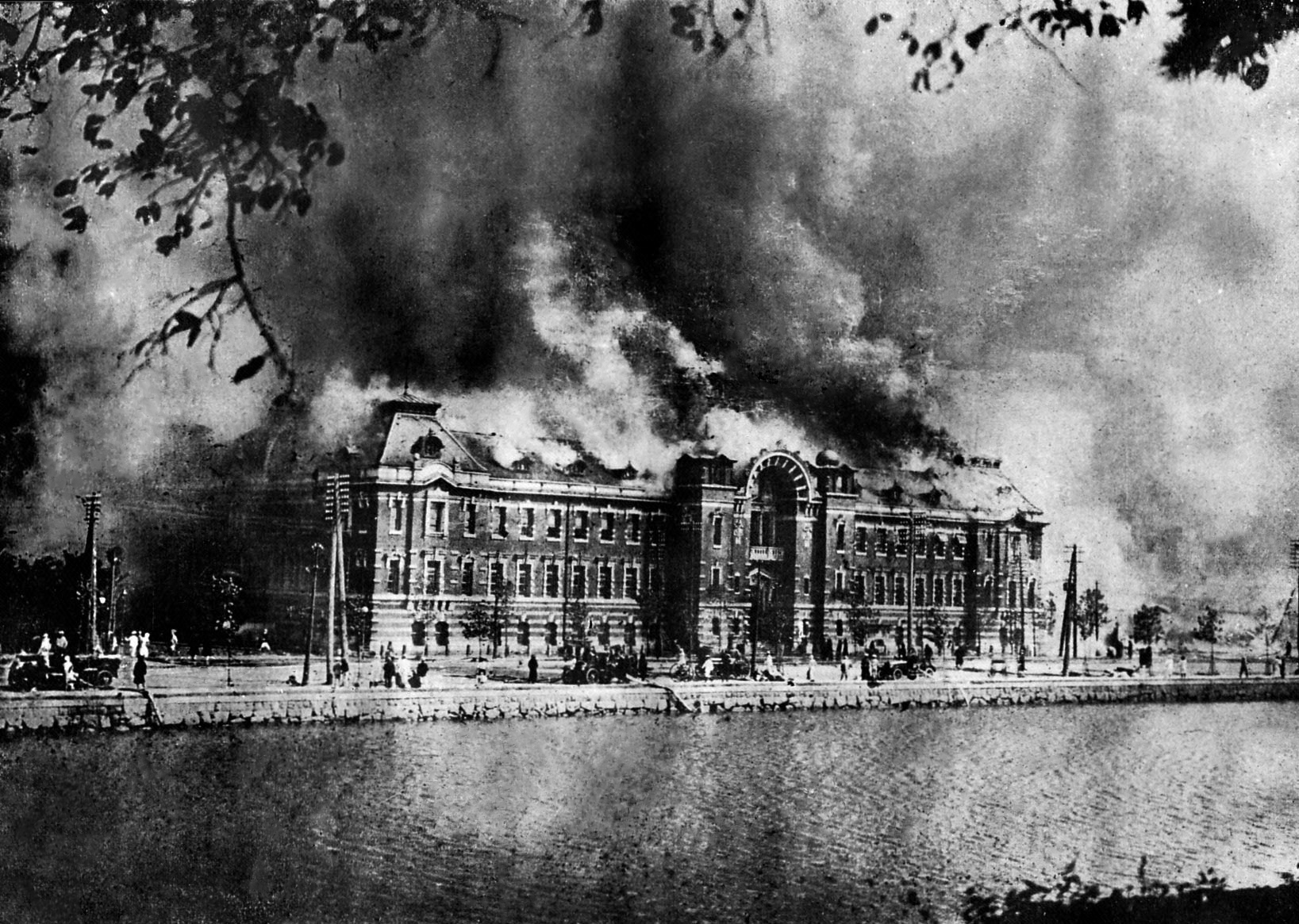
Brennendes Polizeipräsidium

Das Große Kantō-Erdbeben (japanisch 関東大震災, Kantō daishinsai) war ein Erdbeben in Japan am 1. September 1923 um 11:58 Uhr Ortszeit in der Kantō-Ebene auf der Hauptinsel Honshū. Es forderte 105.385 Todesopfer. Durch den dadurch ausgelösten Stadtbrand gab es schätzungsweise insgesamt 142.800 Tote.

## Beben und Feuer

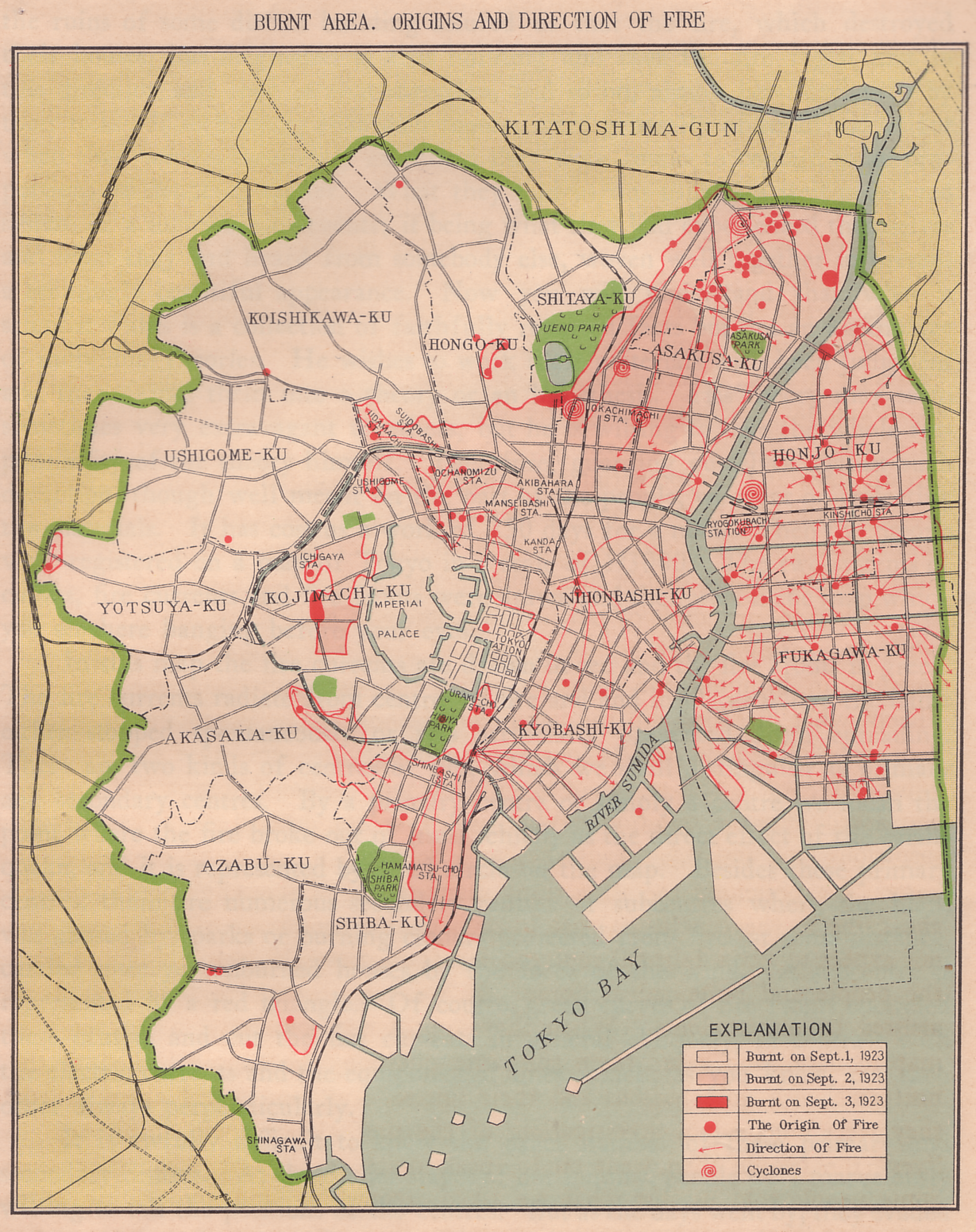
Brandherde und abgebrannte Flächen in der Stadt Tokio

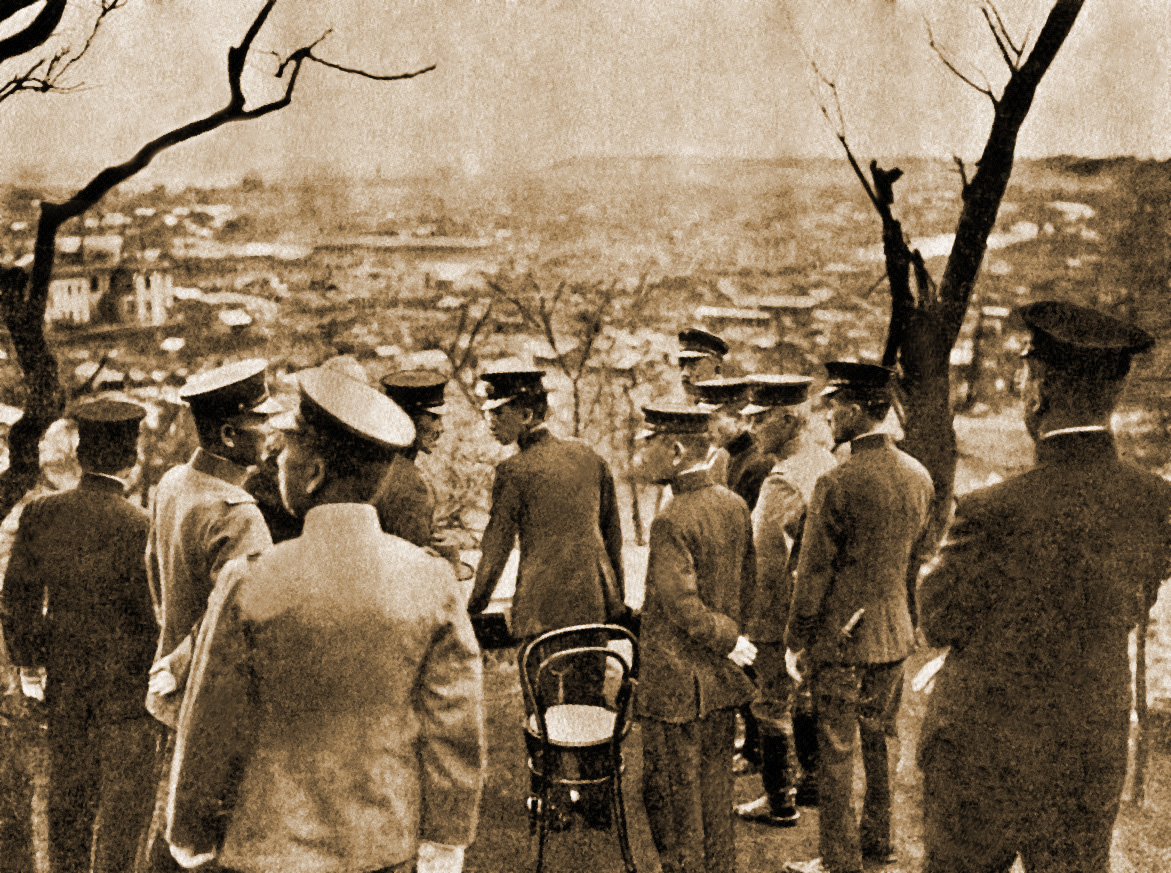
Prinzregent Hirohito (Mitte) besichtigt mit seinem Gefolge das zerstörte Yokohama

Das Beben der Oberflächenmagnitude MS = 7,9 zerstörte die japanische Hafenstadt Yokohama und große Bereiche des benachbarten Tokio, insbesondere sämtliche Stadtviertel östlich des Kaiserpalasts. Das Hypozentrum lag etwa bei 35° 18′ N, 139° 30′ O in einer Tiefe von rund 25 km. An der Nordküste der Sagami-Bucht wurde ein Aufstieg der Landmasse um etwa 2 m festgestellt, der horizontale Versatz betrug auf der Bōsō-Halbinsel rund 4,5 m. Als direkte Folge des Bebens wurde in der Sagami-Bucht ein Tsunami mit einer Wellenhöhe bis zu 12 m ausgelöst.
Die bei Erdbeben oft folgenden Großbrände wüteten aus mehreren Gründen hier besonders heftig: Zum Zeitpunkt des Bebens wurde in den meisten Haushalten gerade auf Holz- und Gasfeuerstellen das Mittagessen vorbereitet, die sehr dichte Bebauung mit traditionellen Holzhäusern begünstigte das Übergreifen des Feuers und starker Wind aufgrund eines nahenden Taifuns fachte die Feuer an.
Auf dem Gelände eines Militärdepots im Stadtbezirk Honjo wurden über 30.000 Menschen, die vor dem Feuer Schutz gesucht hatten, von einem Feuersturm eingeschlossen und getötet. Da das Erdbeben auch die Hauptwasserleitungen zerstört hatte, dauerte es fast zwei Tage, die Brände zu löschen. Weit mehr als die Hälfte aller Wohnhäuser fielen dem Feuer zum Opfer. Durch die Zerstörungen wurden etwa 1,9 Millionen Menschen obdachlos, und die Gesamtschäden wurden auf die Summe von über einer Milliarde US-Dollar geschätzt.
Es wurden nicht nur traditionelle japanische Holzhäuser, sondern auch viele der neuen, im westlichen Stil erbauten Häuser zerstört. Die Backsteinbauten waren zwar einigermaßen feuerresistent, hielten aber den Erdbebenstößen nicht stand. Einzig einige moderne Bauten aus Stahlbeton konnten der Katastrophe widerstehen, weswegen dieses Material auch zum dominierenden Baustoff in Japan werden sollte.

## Fremdenfeindliche Ausschreitungen
Nach dem Beben rief das Innenministerium den Notstand aus und wies die Polizei an, die öffentliche Ordnung aufrechtzuerhalten. In der Anweisung wurde unbegründet ausdrücklich vor Brandstiftung und Plünderungen durch koreanische Einwanderer gewarnt. Entsprechende Gerüchte verbreiteten sich schnell in der verängstigten Bevölkerung und führten zu zahlreichen schweren Übergriffen gegen Koreaner und diejenigen Japaner (z. B. Bewohner von Okinawa), die aufgrund ihres Akzents dafür gehalten wurden.
Teilweise wurden die Ausschreitungen von Polizei und Militär geduldet oder sogar unterstützt. In anderen Fällen wurden Koreaner in Polizeirevieren von den Beamten vor aufgebrachten Menschenmengen geschützt, und ein hoher Polizeibeamter soll öffentlich Wasser aus einem Brunnen getrunken haben, der angeblich von Koreanern vergiftet worden war.
Laut einer Untersuchung des Innenministeriums wurden bei den Ausschreitungen 293 Personen getötet, davon 231 Koreaner, 3 Chinesen und 59 Japaner. Schätzungen gehen aber von bis zu 6.600 Opfern aus. Es gab später 362 Anklagen wegen Mordes, versuchten Mordes, Totschlags oder Körperverletzung, von denen sich aber keine gegen Angehörige von Polizei oder Armee richtete und die zumeist nur zu geringen Strafen führten.

## Wiederaufbau und Vorbeugung
In einem kaiserlichen Edikt vom 12. September 1923 heißt es: „Tokio soll wie bisher Hauptstadt bleiben; deshalb soll es wiederaufgebaut werden und dabei gilt es, nicht nur Altes wiederherzustellen, sondern eine neue Ordnung zu schaffen, die eine Entwicklung in die Zukunft ermöglicht.“
Nach dem Edikt des Kaisers kam es zu einem umfassenden Wiederaufbauprogramm mit einem Umfang von ca. 1,5 Milliarden Yen. Die wichtigsten Maßnahmen waren ein Schuldenmoratorium, das Schulden aus der Kanto-Ebene zunächst aussetzte, und die Ausgabe von Erdbeben-Anleihen im Wert von 430 Millionen Yen für den Wiederaufbau.
Der Wiederaufbau zog sich bis zum Anfang der 1930er Jahre hin. Zu den Wiederaufbaumaßnahmen gehörten breitere Straßen und neue Brücken, Parks und eine bessere und vor allem feuerfeste Infrastruktur von Krankenhäusern, Schulen und anderen öffentlichen Einrichtungen (z. B. dem Tsukiji-Fischmarkt). Durch Grundstücksumlegungen wurde versucht zu verhindern, dass sich erneut verwinkelte Holzhausviertel mit engen Gassen bilden, was allerdings nur teilweise erreicht wurde.
Zum Gedenken an dieses Erdbeben wurde 1960 in Japan der 1. September zum Katastrophenvorsorgetag erklärt, um die Menschen an die Notwendigkeit vorbeugender Maßnahmen zu erinnern. Tokio befindet sich auf einer tektonischen Verwerfung, die bisher im Schnitt alle 70 Jahre von größeren Erdbeben betroffen war.